# Jodie Foster
Pour les articles homonymes, voir Foster.
Alicia Christian Foster, dite Jodie Foster (en anglais : [ˈd͡ʒoʊdi ˈfɔstɚ]), est une actrice, réalisatrice et productrice américaine, née le 19 novembre 1962 à Los Angeles.
Elle entame sa carrière à l'âge de six ans dans la série télévisée Mayberry R.F.D. (en) et est révélée en 1976 par le film Taxi Driver, qui lui apporte sa première nomination aux Oscars, en tant que meilleure actrice dans un second rôle. Poussée par sa mère francophile, elle apprend le français entre 9 et 10 ans, fait la totalité de ses études dans cette langue et obtient un baccalauréat au lycée français de Los Angeles (ce qui explique qu'elle parle couramment le français avec un imperceptible accent américain), puis un diplôme de littérature à l'université Yale.
Après divers rôles, elle obtient l'Oscar de la meilleure actrice pour Les Accusés en 1988, puis en reçoit un second, trois ans plus tard, grâce au Silence des agneaux en 1991. Ses autres grands succès incluent Contact (1997), Panic Room (2002), Flight Plan (2005), À vif (2007) ou encore Carnage (2011).
Elle passe à la réalisation dès 1978 avec un premier court métrage, puis en 1988 avec un épisode de la série Histoires de l'autre monde. Elle sort son premier long métrage, Le Petit Homme, en 1991. Au cinéma, suivent Week-end en famille (1996), et Le Complexe du castor (2011) et Money Monster (2016) ; elle réalise aussi des épisodes d'autres séries, notamment Orange Is the New Black, House of Cards et Black Mirror. Outre son premier court métrage, elle ne participe pas aux scénarios de ses réalisations.
En plus de ses deux Oscars, elle a notamment été récompensée par trois Golden Globes ainsi que trois British Academy Awards (BAFTA). Elle reçoit également des prix honorifiques comme le Cecil B. DeMille Award pour l'ensemble de sa carrière lors des Golden Globes 2013 et la Palme d'honneur au Festival de Cannes 2021.

## Biographie

### Jeunesse et révélation précoce (années 1970)

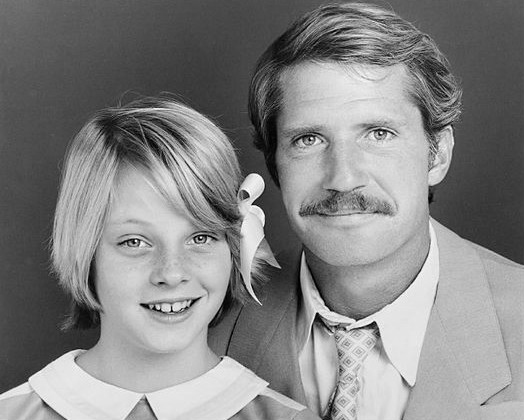
Jodie Foster, à douze ans, avec Christopher Connelly dans la sitcom La Barbe à papa Paper Moon.

Alicia Christian Foster naît le 19 novembre 1962 à Los Angeles. Elle est la fille de Lucius Foster III et Evelyn Brandy Foster, née Almond. Son père est un ancien lieutenant-colonel de l'armée de l'air américaine jusqu'à ce qu'il se reconvertisse dans l'immobilier, reconversion qui l'a rendu fortuné bien avant la naissance de Jodie. Plus tard, Lucius Fisher Foster III, qui n'avait alors plus de contact avec sa fille, a utilisé son nom pour mettre en confiance des clients qu'il a escroqués, ce qui l'a conduit à être condamné à cinq ans de prison en 2011.
Elle a deux sœurs, Lucinda (née en 1954), qui vit en France à côté d'Albi, et Constance (née en 1955), et un frère, Lucius dit « Buddy » (né en 1957), qui a été acteur durant son enfance et qui a publié un livre sur sa sœur et leur famille en 1997.
Elle commence sa carrière à trois ans avec des publicités, pendant quatre ans, et commence la série Mayberry R.F.D. (1968). Après plusieurs spots publicitaires, Jodie tourne en 1972 son premier film Napoléon et Samantha (Napoleon and Samantha) avec Michael Douglas produit par Walt Disney Pictures.
En 1972 également, elle incarne un second rôle important d'une fillette appelée Alethea en proie à un mensonge involontaire, dans le 11e épisode nommé aussi Alethea de la première saison de la série américaine à succès Kung-Fu, mettant notamment le personnage principal Caine, joué par David Carradine, dans la situation d'un condamné à mort.
En 1973, elle donne sa voix au personnage de Pugsley Addams dans la série animée The Addams Family.
En 1974 (diffusion en 1976 en France), elle joue dans la série télévisée La Barbe à papa (16 épisodes de 25 min) aux côtés de Christopher Connelly.
À 13 ans, elle joue un rôle de vamp dans Du rififi chez les mômes (Bugsy Malone). Premier long métrage d'Alan Parker et parodie de film sur la mafia sur fond de comédie musicale, il est joué exclusivement par des enfants.
En 1976, à 14 ans et aux côtés de Mort Shuman et Martin Sheen, elle tient le premier rôle dans La Petite Fille au bout du chemin, thriller franco-américano-canadien ; elle assure elle-même le doublage de la version française.
Elle participe à deux productions Disney, Un vendredi dingue, dingue, dingue (1976) et La Course au trésor (1978). Elle déclare plus tard qu'« il y a une forme de loyauté et un sentiment familial chez Disney » mais que, pour elle, le tournage de ces films a un côté gênant car elle aspire à devenir réalisatrice et non plus actrice[pas clair]. Alors sous contrat avec Disney, elle doit refuser le rôle de Leia dans Star Wars (1977).
Elle compte à son actif plusieurs productions hollywoodiennes comme Tom Sawyer, Un petit Indien et Alice n'est plus ici. Réalisateur de ce dernier film, Martin Scorsese engage l'adolescente dans le rôle d'une prostituée pour Taxi Driver (1976), où elle donne la réplique à Robert De Niro. Dans une interview à Allociné, elle revient sur l'importance qu'a eue le film sur sa carrière :

« Quand j'étais jeune, je ne comprenais pas vraiment ce qu'était le métier d'acteur. Je pensais que c'était un peu un métier d'idiot. J'avais l'impression que la seule chose à faire était de lire des lignes que quelqu'un d'autre avait écrites, juste de les lire assez naturellement. C'est tout. Jusqu'à l'âge de douze ans, l'âge où j'ai rencontré Robert De Niro pour Taxi Driver, c'était comme ça. Mais lorsque Robert a décidé de s'occuper de moi, de me prendre sous son aile, j'ai compris qu'être comédien était quelque chose de complètement différent. J'ai compris qu'il fallait construire un personnage. On ne m'avait jamais demandé ça quand j'étais jeune. On me donnait juste des indications très simples comme « Sois plus heureuse » ou « Parle plus vite » ! Donc, c'est vraiment en travaillant avec Robert De Niro que j'ai compris ce qu'était le métier d'acteur. »

[réf. nécessaire]
En 1977, elle sort un 45 tours en français : Je t'attends depuis la nuit des temps. Elle chante Comic Strip en duo avec Claude François dans l'émission Numéro Un du 26 décembre 1977. Elle tourne Moi, fleur bleue d'Éric Le Hung aux côtés de Jean Yanne et Bernard Giraudeau.
En 1980, elle est diplômée du lycée français de Los Angeles et étudie la littérature anglaise à l'université Yale où elle obtient un Bachelor of Arts avec mention magna cum laude en 1985. Parlant un français parfait, elle tient à réaliser elle-même les doublages de ses personnages dans cette langue, à quelques rares exceptions près pour des raisons de calendrier, par exemple Le Petit Homme, Le Silence des agneaux et Contact. C'est donc sa propre voix que l'on entend dans la plupart des versions françaises de ses films.
Par ailleurs, pendant plusieurs années, elle est approchée par John Warnock Hinckley Jr., un déséquilibré qui finit par tenter d'assassiner le président des États-Unis Ronald Reagan, le 30 mars 1981, afin d'attirer l'attention de l'actrice.

### Consécration (années 1980)

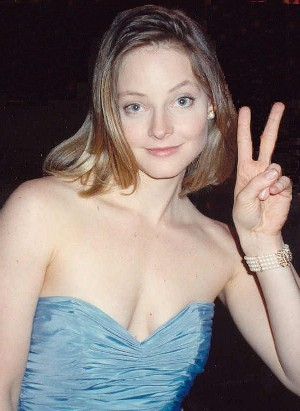
Jodie Foster à la cérémonie des Oscars en 1989.

Consciente des difficultés pour une enfant star de poursuivre sa carrière avec succès une fois adulte, Jodie Foster choisit de se concentrer sur ses études et entre à la prestigieuse Université Yale d'où elle obtient un Bachelor of Arts magna cum laude en 1985. Cette période, qu'elle qualifie de « merveilleuse découverte de soi », la fait changer d'avis sur le métier d'actrice, qu'elle considérait jusqu'alors comme une profession inintelligente, et se rend compte que « c'était ce [qu'elle] voulai[t] vraiment faire et qu'il n'y avait rien de stupide à ça ». Elle tourne plusieurs films durant les vacances scolaires, tels que L'Hôtel New Hampshire de Tony Richardson ou Le Sang des autres de Claude Chabrol, mais aucun d'eux n'obtient un grand succès. Jodie Foster éprouve alors des difficultés pour trouver du travail après l'obtention de son diplôme. En 1988, elle passe pour la première fois derrière la caméra en réalisant un épisode de la série Histoires de l'autre monde.
La même année, elle réussit à convaincre Jonathan Kaplan de lui confier le rôle principal de son film Les Accusés, celui d'une femme victime d'un viol. Le réalisateur se montre d'abord réticent, mais finit par accepter, après l'avoir auditionnée à deux reprises, en plus des refus successifs de nombreuses actrices connues. L'actrice estime cependant qu'elle n'était « pas vraiment préparée pour ce que j'allais vivre émotionnellement pendant le tournage ». Après avoir vu le film, Jodie Foster est persuadée « d'avoir accompli la pire performance de ma vie » et envisage de mettre un terme à sa carrière : « L'impact que Les Accusés a eu m'a troublée. Et j'ai compris alors que le travail s'était fait de manière souterraine : si j'avais, moi, l'impression de surjouer, c'est que le personnage lui-même était excessif, en faisait toujours trop. C'était quelqu'un de passionné, qui avait du mal à communiquer ses émotions et devait donc se forcer pour les exprimer. En voyant le film, les gens trouvaient que ces scènes s'inscrivaient très bien dans l'histoire, reflétaient de manière juste la personnalité complexe de cette jeune femme ». L'actrice reçoit des critiques élogieuses pour sa performance et se voit remettre le Golden Globe de la meilleure actrice dans un film dramatique ainsi que l'Oscar de la meilleure actrice.

### Confirmation et réalisation (années 1990)

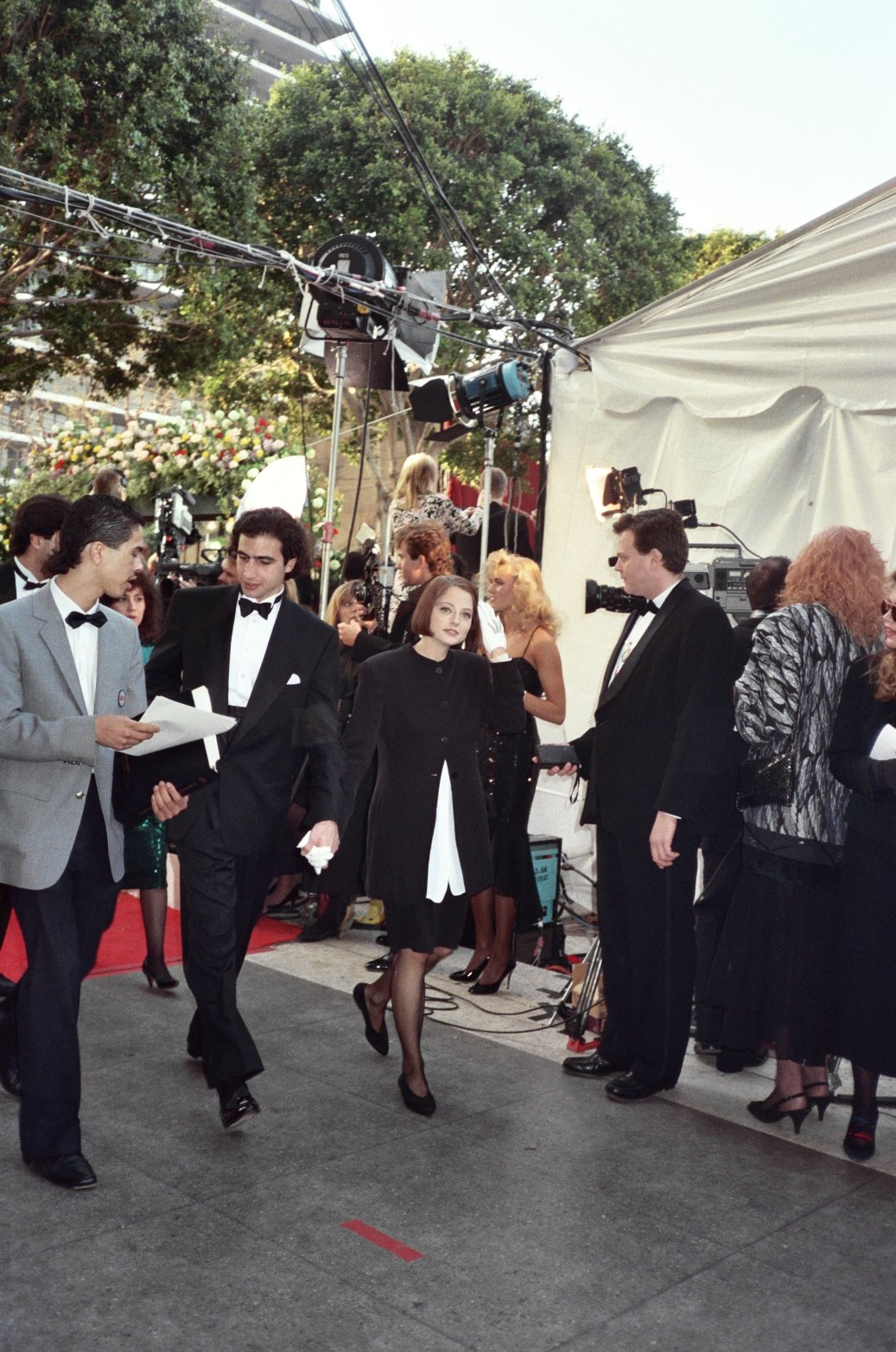
Jodie Foster à la cérémonie des Oscars en 1990.

En 1990, Jodie Foster apparaît dans le thriller Une trop belle cible dans lequel elle joue une jeune femme témoin d'un meurtre de la mafia. Le tournage est pour elle très difficile, ses relations avec son réalisateur et partenaire dans le film, Dennis Hopper, étant désastreuses.
Elle se montre ensuite intéressée pour jouer le personnage de Clarice Starling, une nouvelle recrue du FBI chargée d'interroger l'ancien psychiatre cannibale Hannibal Lecter au sujet du tueur en série Buffalo Bill qu'elle doit retrouver, dans Le Silence des agneaux. Alors qu'elle avait infructueusement tenté d'obtenir les droits du roman éponyme de Thomas Harris, Jodie Foster approche le réalisateur Jonathan Demme à plusieurs reprises pendant la préparation du film pour lui demander de la considérer comme son « deuxième choix » en cas de désistement de Michelle Pfeiffer, l'actrice initialement choisie. Lorsque cette dernière finit par refuser, Jonathan Demme souhaite proposer le rôle à Meg Ryan ou Laura Dern mais les producteurs imposent Jodie Foster. Le réalisateur est d'abord réticent, mais change d'avis peu de temps après le début du tournage et dira plus tard qu'aucune actrice ne correspondait mieux au rôle qu'elle. Le rôle d'Hannibal Lecter est confié à Anthony Hopkins. Terrifiée par ce dernier après une lecture du scénario, Jodie Foster évite de lui parler pendant le tournage, décision facilitée par le fait que les deux acteurs soient constamment séparés par une vitre en verre ou les barreaux d'une cellule, le personnage de Lecter étant en prison. Sorti en 1991, Le Silence des agneaux connaît un important succès critique et commercial, avec un peu plus de 272 millions de dollars de recettes pour un budget de 19 millions. Le film, l'un des plus marquants de sa carrière cinématographique, permet à Jodie Foster de remporter le second Golden Globe de sa carrière, celui de la meilleure actrice dans un film dramatique, un BAFTA ainsi qu'un nouvel Oscar de la meilleure actrice.
La même année, elle réalise son premier long métrage, Le Petit Homme, dans lequel elle joue une mère célibataire qui décide de confier son fils surdoué à une institution spécialisée. Le film reçoit des critiques positives lors de sa sortie et connaît un succès commercial modéré. Toujours en 1991, Jodie Foster fait une apparition dans le film Ombres et Brouillard de Woody Allen. L'année suivante, elle fonde sa propre société de production, Egg Pictures, une filiale de PolyGram Filmed Entertainment. En 1993, elle donne la réplique à Richard Gere dans le drame romantique de Jon Amiel, Sommersby, où elle joue une femme soupçonnant son mari revenu de la Guerre de Sécession d'être en réalité un imposteur. L'année suivante, elle remplace au pied levé Meg Ryan dans le western Maverick où elle côtoie pour l'occasion Mel Gibson et James Garner. Ces deux derniers films sont des succès au box-office, avec respectivement 140 et 183 millions de dollars de recettes. Également en 1994, Jodie Foster produit et joue le rôle titre du drame Nell, l'histoire d'une jeune fille née d'un viol et élevée à l'écart du monde, dans la crainte des hommes. L'actrice fait de nombreuses recherches pour interpréter ce personnage où elle doit « quasiment inventer une langue différente, un comportement extrêmement particulier ». Le film est un succès commercial modéré, mais permet à Jodie Foster de remporter le prix Screen Actors Guild Award de la meilleure actrice et d'être à nouveau proposée pour un Golden Globe et un Oscar.
En 1995, elle passe de nouveau derrière la caméra et réalise son deuxième long métrage, Week-end en famille, une comédie se déroulant pendant Thanksgiving, avec Holly Hunter et Robert Downey Jr., qui rencontre un échec à la fois critique et commercial lors de sa sortie. L'année suivante, Jodie Foster reçoit la Caméra de la Berlinale lors du 46e festival du film de Berlin. Elle prête également sa voix à l'épisode Le bal taquin de la série Frasier, ainsi qu'à celui de la série X-Files : Aux frontières du réel intitulé Plus jamais. L'actrice est ensuite pressentie pour incarner le personnage principal du thriller The Game de David Fincher. En raison de différends sur son rôle, la société de production choisit de l'écarter du projet et fait réécrire le scénario pour que le personnage devienne masculin. Jodie Foster intente alors une action en justice contre le studio et l'affaire est réglée à l'amiable.
En 1997, elle fait son retour devant la caméra, trois ans après Nell, avec le film de science-fiction Contact, réalisé par Robert Zemeckis, dans lequel elle joue une scientifique à la recherche d'une intelligence extraterrestre. Il s'agit du premier film de l'actrice tourné avec des effets spéciaux et l'expérience de filmer devant un fond bleu s'avère difficile. Le film est un succès commercial et permet à Jodie Foster d'être à nouveau proposée pour un Golden Globe de la meilleure actrice dans un film dramatique. En 1999, elle joue dans le drame Anna et le Roi de Andy Tennant, pour lequel elle touche un salaire de 15 millions de dollars, faisant d'elle l'une des actrices les mieux payées de Hollywood. Le film, où elle incarne Anna Leonowens, professeur d'anglais à la cour du Siam, suscite la controverse en Thaïlande où les autorités refusent de le diffuser en raison de son contenu qu'il juge historiquement inexact et insultant envers la famille royale.

### De tête d'affiche aux seconds rôles (années 2000)

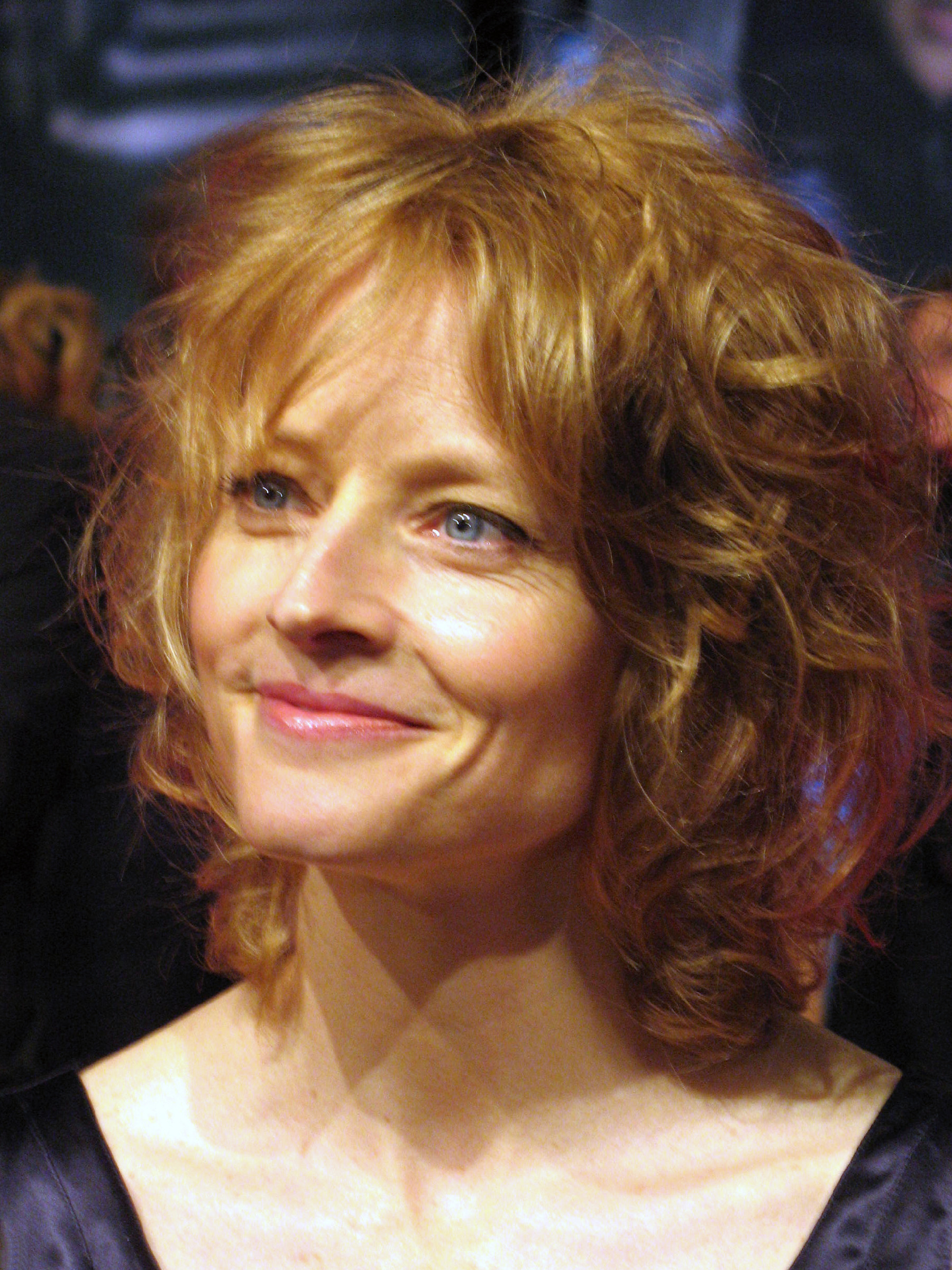
Jodie Foster lors de la promotion du film À vif à Berlin en 2007.

En 2000, Jodie Foster produit le film Le Fantôme de Sarah Williams de Keith Gordon. Elle se voit ensuite proposer de reprendre le rôle de Clarice Starling dans la suite du Silence des agneaux, Hannibal. L'actrice exprime cependant des réticences après avoir lu le scénario et finit par refuser d'interpréter à nouveau son personnage en expliquant:
« Je gagnerais plus d'argent en tournant Hannibal. Mais à quoi bon s'il trahit Clarice, qui est pour moi, d'une façon étrange, une personne à part entière. Le film fonctionnait parce que les gens croyaient en son héroïsme. Je ne l'interpréterai pas avec des attributs négatifs qu'elle n'a jamais eus ». Elle abandonne ensuite son troisième projet de long métrage en tant que réalisatrice, Flora Plum, un drame se déroulant dans l'univers du cirque durant la Grande Dépression, en raison d'une blessure à l'épaule de son acteur principal, Russell Crowe. L'actrice essaie à plusieurs reprises, sans succès, de reprendre le projet au cours de la décennie. Ses tentatives de réaliser et d'interpréter un film biographique sur la réalisatrice allemande Leni Riefenstahl, personnalité controversée pour sa participation au sein du régime nazi avant la Seconde Guerre mondiale, restent également infructueuses,. Avant de fermer définitivement sa société de production Egg Pictures en 2001, Jodie Foster produit et joue dans le drame indépendant The Dangerous Lives of Altar Boys.
Elle renonce ensuite à la présidence du 54e Festival de Cannes afin de tenir le rôle principal du thriller Panic Room, sous la direction de David Fincher et pour lequel elle remplace Nicole Kidman, contrainte d'abandonner après trois semaines de tournage en raison d'une blessure au genou. Ce huis clos, pour lequel Jodie Foster touche un salaire de 12 millions de dollars, narre l'histoire d'une femme qui doit, avec sa fille, se réfugier dans la pièce de survie de leur maison pour se protéger de trois cambrioleurs. Le film est pour l'actrice « fatigant et difficile à faire », notamment en raison de sa grossesse. Jodie Foster apprend en effet, peu de temps après le début du tournage, qu'elle est enceinte de son second enfant. Certaines scènes sont alors tournées après l'accouchement. Malgré certaines difficultés, l'expérience est enrichissante pour Foster, qui considère David Fincher comme « le réalisateur le plus méticuleux, précis et confiant avec lequel j'ai travaillé » et estime avoir reçu auprès de lui « une vraie leçon de cinéma, de mise en scène ». Panic Room reçoit des critiques élogieuses lors de sa sortie en salle et connaît un succès commercial, avec près de 200 millions de dollars de recettes pour un budget de 48 millions.
En 2004, elle joue un second rôle dans le film français Un long dimanche de fiançailles de Jean-Pierre Jeunet, pour lequel elle donne la réplique à Audrey Tautou. L'année suivante, elle tient le rôle principal du thriller Flight Plan, celui d'une femme confrontée à la mystérieuse disparition de sa fille lors d'un vol aérien. Bien qu'il s'agisse selon elle d'un « film pop-corn » et « loin du genre qui m'attire en tant que spectatrice », Jodie Foster admet avoir été « bouleversée par l'idée d'une femme qui a perdu son enfant et qui se retrouve obligée de remettre en cause sa propre santé mentale : il y a en elle tant de douleur qu'elle en vient à se demander si elle devient folle »,. L'actrice est également séduite par l'intensité de l'histoire, qu'elle voit non seulement comme un thriller, mais comme « un voyage personnel, un regard sur la manière dont une femme réagit au plus puissant des stress, à la plus grande des paniques, et comment elle revient à la vie, s'arrachant des abîmes de sa douleur ». Flight Plan reçoit des critiques mitigées lors de sa sortie, mais connaît un succès commercial, avec près de 225 millions de dollars de recettes pour un budget de 50 millions, ce qui permet à Jodie Foster d'asseoir sa crédibilité à Hollywood. Le film est son dernier gros projet en tant que tête d'affiche. Par la suite, l'actrice va surtout se distinguer dans des seconds rôles.
Elle prévoit ensuite de réaliser le drame Sugarland, pour lequel elle doit retrouver Robert De Niro près de trente ans après Taxi Driver, mais le film ne voit pas le jour, faute de financement.
En 2006, Jodie Foster joue sous la direction de Spike Lee aux côtés de Denzel Washington et Clive Owen dans le film policier Inside Man : L’Homme de l’intérieur, succès aussi bien critique que commercial lors de sa sortie. L'année suivante, elle tient le rôle principal du thriller À vif de Neil Jordan, celui d'une femme victime d'une violente agression et à qui l'idée de vengeance vient progressivement à l'esprit. Le film reçoit des critiques mitigées et ne rencontre pas le succès commercial escompté. Il permet toutefois à Jodie Foster d'être proposée pour la sixième fois de sa carrière à un Golden Globe, celui de la meilleure actrice dans un film dramatique. L'actrice est ensuite à l'affiche du film pour enfant L'Île de Nim, avec également Gerard Butler et Abigail Breslin. Cette comédie, la première qu'elle tourne depuis Maverick et dans laquelle elle joue une romancière agoraphobe, est un succès commercial.
En 2009, elle prête sa voix au personnage de Maggie Simpson dans l'épisode Manucure pour 4 femmes de la série Les Simpson.

### Retrait et réalisation (années 2010)

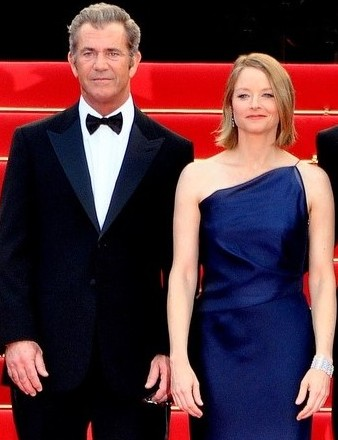
Jodie Foster et Mel Gibson lors du Festival de Cannes 2011.

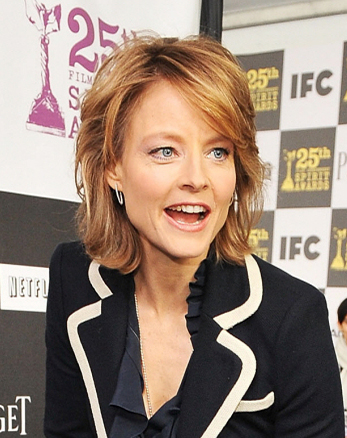
Jodie Foster en 2010.

À partir des années 2010, Jodie Foster n'accepte que peu de rôles afin de se consacrer à la mise en scène. Le 25 février 2011, elle préside la 36e cérémonie des César. La même année, elle réalise Le Complexe du castor, dans lequel elle joue également l'épouse du personnage principal, interprété par Mel Gibson, un maniaco-dépressif dont la thérapie est une marionnette de castor avec un accent. L'actrice et réalisatrice parle du film comme du « probable plus grand défi de [sa] carrière » en raison du sérieux de son sujet, mais également des polémiques entourant Mel Gibson, accusé de violence conjugale et d'antisémitisme. Le Complexe du castor est présenté hors compétition lors du 64e Festival de Cannes, où il reçoit des critiques mitigées, et rencontre par la suite un échec commercial, notamment en raison de la personnalité controversée de Gibson,. Toujours en 2011, Jodie Foster enchaîne avec l'adaptation de la pièce de théâtre à succès de Yasmina Reza Le Dieu du carnage, où elle donne la réplique à Kate Winslet, Christoph Waltz et John C. Reilly. Réalisé sous le titre de Carnage par Roman Polanski, ce huis-clos fait assister à la confrontation de deux couples new-yorkais après la bagarre de leurs enfants respectifs, qui tourne au règlement de comptes. Ce rôle lui vaut une nouvelle sélection aux Golden Globes, dans la catégorie de la meilleure actrice dans une comédie.
En 2013, elle se voit remettre le prix Cecil B. DeMille Award pour l'ensemble de sa carrière lors de la 70e cérémonie des Golden Globes. La même année, elle joue le rôle de la principale antagoniste du blockbuster de science-fiction Elysium, écrit et réalisé par Neill Blomkamp. Elle réalise ensuite deux épisodes de la série Orange Is the New Black, Traitement de faveur refusé et L'Oiseau Assoiffé, pour lesquels elle est respectivement nommée pour un Primetime Emmy Award et un prix de la Directors Guild of America Awards, tous deux dans la catégorie de la meilleure réalisation pour une série télévisée comique. Elle est également proposée pour un prix de la Directors Guild of America Awards dans la catégorie de la meilleure réalisation pour une série dramatique pour l'épisode Orgueil et Humiliation de la série House of Cards.
En 2016, elle réalise son quatrième long métrage, Money Monster, avec George Clooney et Julia Roberts. L'histoire est celle d'un journaliste de télévision, spécialisé dans la finance et personnalité influente à Wall Street, qui se voit un jour pris en otage sur son plateau lors d'un direct. Le film est présenté hors-compétition lors du 69e Festival de Cannes où il reçoit des critiques positives et connaît un succès commercial. L'année suivante, Jodie Foster réalise un épisode de la série Black Mirror avant de faire son retour devant la caméra avec le film de science-fiction Hotel Artemis (2018).
En août 2024, elle est invitée d'honneur à la cérémonie pour les 80 ans de la Libération de Paris durant laquelle elle prononce un discours devant le Président de la République Emmanuel Macron.
Comme elle parle couramment le français, elle assure elle-même la plupart de ses doublages dans la version française des films américains (voir voix francophones).

### Cursus scolaire et universitaire
- 1980 : lycée français de Los Angeles
- 1985 : université Yale (maîtrise de littérature)
- 1997 : doctorat honoris causa, université Yale (beaux-arts)

### Vie privée
Discrète sur sa vie privée, Jodie Foster a deux fils, Charles, né en 1998, et Kit, né en 2001,,. En 2007, elle fait pour la première fois publiquement allusion à sa relation avec la productrice Cydney Bernard (it), et confirme cette histoire d'amour en 2013. Elle se sépare de celle-ci peu de temps après pour s'installer avec Cynthia Mort, la scénariste d’À vif.
En janvier 2013, lors de la cérémonie des Golden Globes, elle parle pour la première fois en public de son homosexualité, mais sans pour autant en dire que c'est un coming out, elle y déclare notamment : « J'ai déjà fait mon coming out il y a environ mille ans, à l'âge de pierre… » Au cours de ce discours, elle remercie son ex-compagne de longue date Cydney Bernard, ainsi que son ami Mel Gibson, dont elle dit qu'il l'a sauvée. Elle épouse en avril 2014 la photographe Alexandra Hedison, après une année de vie commune.
En mai 2014, elle met en vente sa maison de Hollywood pour plus de 5,5 millions de dollars.
Elle est athée, mais elle a déclaré qu'il était important d'enseigner aux enfants différentes religions, affirmant que « chez moi, nous les ritualisons toutes. Nous fêtons Noël. Nous faisons le Shabbat le vendredi. Nous aimons Kwanzaa. Je m'efforce de donner à ma famille une véritable base religieuse, une connaissance, car cela signifie une bonne culture. Vous devez savoir pourquoi toutes ces guerres ont été menées ».

## Filmographie
Sauf indication contraire, les informations mentionnées dans cette section peuvent être confirmées par la base de données cinématographiques IMDb,  présente dans la section « Liens externes ».

### Actrice

#### Longs métrages

##### Années 1970
- 1972 : Napoléon et Samantha (Napoleon and Samantha) de Bernard McEveety : Samantha
- 1972 : Kansas City Bomber de Jerrold Freedman : Rita
- 1973 : Tom Sawyer de Don Taylor : Becky Thatcher
- 1973 : Un petit Indien (One Little Indian) de Bernard McEveety : Martha
- 1974 : Alice n'est plus ici (Alice Doesn't Live Here Anymore) de Martin Scorsese : Audrey
- 1976 : Echoes of a Summer de Don Taylor : Deirdre Striden
- 1976 : Taxi Driver de Martin Scorsese : Iris Steensma
- 1976 : La Petite Fille au bout du chemin (The Little Girl Who Lives Down the Lane) de Nicolas Gessner : Rynn Jacobs
- 1976 : Du rififi chez les mômes (Bugsy Malone) d'Alan Parker : Tallulah
- 1976 : Un vendredi dingue, dingue, dingue (Freaky Friday) de Gary Nelson : Annabel Andrews
- 1977 : Moi, fleur bleue d'Éric Le Hung : Isabelle Tristan, « Fleur bleue »
- 1977 : La Cabine des amoureux (Casotto) de Sergio Citti : Teresina Fedeli
- 1977 : La Course au trésor (Candleshoe) de Norman Tokar : Casey Brown

##### Années 1980
- 1980 : Ça plane, les filles ! (Foxes)  d'Adrian Lyne : Jeanie
- 1980 : Carny de Robert Kaylor : Donna
- 1983 : Svengali d'Anthony Harvey : Zoe Alexander
- 1984 : L'Hôtel New Hampshire (The Hotel New Hampshire) de Tony Richardson : Frannie Berry
- 1984 : Le Sang des autres de Claude Chabrol : Hélène Bertrand
- 1985 : Mesmerized (Shocked ou My Letter to George) de Michael Laughlin : Victoria Thompson
- 1987 : Five Corners de Tony Bill : Linda
- 1987 : Siesta de Mary Lambert : Nancy
- 1988 : Le Retour de Billy Wyatt (autre nom : La Mémoire brisée, Stealing Home) de Steven Kampmann et William Porter : Katie Chandler
- 1988 : Les Accusés (The Accused) de Jonathan Kaplan : Sarah Tobias

##### Années 1990
- 1990 : Une trop belle cible (Catchfire) de Dennis Hopper : Anne Benton
- 1991 : Le Silence des agneaux (The Silence of the Lambs) de Jonathan Demme : Clarice Starling
- 1991 : Le Petit Homme (Little Man Tate) de Jodie Foster : Dede Tate
- 1991 : Ombres et Brouillard (Shadows and Fog) de Woody Allen : Prostituée
- 1993 : Sommersby de Jon Amiel : Laurel Sommersby
- 1994 : Maverick de Richard Donner : Annabelle Bransford
- 1994 : Nell de Michael Apted : Nell Kellty
- 1997 : Contact de Robert Zemeckis : Dr Eleanor Arroway
- 1999 : Anna et le Roi (Anna and the King) d'Andy Tennant : Anna Leonowens

##### Années 2000
- 2002 : The Dangerous Lives of Altar Boys de Peter Care : Sœur Assumpta
- 2002 :  Panic Room de David Fincher : Meg Altman
- 2004 : Un long dimanche de fiançailles de Jean-Pierre Jeunet : Élodie Gordes
- 2005 : Flight Plan de Robert Schwentke : Kyle Pratt
- 2006 : Inside Man : L’Homme de l’intérieur (Inside Man) de Spike Lee : Madeline White
- 2007 : À vif (The Brave One) de Neil Jordan : Erica Bain
- 2008 : L'Île de Nim (Nim's Island) de Jennifer Flackett et Mark Levin : Alexandra Rover

##### Années 2010
- 2011 : Le Complexe du castor (The Beaver) de Jodie Foster : Meredith Black
- 2011 : Carnage de Roman Polanski : Penelope
- 2013 : Elysium de Neill Blomkamp : la secrétaire à la Défense Jessica Delacourt
- 2018 : Hotel Artemis de Drew Pearce : Jean Thomas, l'infirmière
- 2018 : Be Natural : l'histoire cachée d'Alice Guy-Blaché (documentaire) de Pamela B. Green (en) : la narratrice

##### Années 2020
- 2021 : Désigné coupable (The Mauritanian) de Kevin Macdonald : Nancy Hollander
- 2023 : Insubmersible (Nyad) d'Elizabeth Chai Vasarhelyi et Jimmy Chin : Bonnie Stoll
- 2025 : Vie privée de Rebecca Zlotowski : Lilian Steiner

#### Séries télévisées
- 1969 : Doris Day comédie (The Doris Day Show) : Jenny Benson (saison 1, épisode 23 : The Baby Sitter)
- 1969-1971 : The Courtship of Eddie's Father : Joey Kelly (5 épisodes)
- 1969-1972 : Gunsmoke : Susan Sadler/ Patricia/ Marieanne (3 épisodes)
- 1970 : Le Monde merveilleux de Disney (The Wonderful World of Disney) : Suellen McIver (saison 1, épisodes18 et 19 : Menace on the Mountain)
- 1970 : Daniel Boone : Rachel (saison 6, épisode 24 : Bringing Up Josh)
- 1970 : Auto-patrouille (Adam-12) : Mary Bennett (saison 3, épisode 6 : Log 55: Missing Child)
- 1971-1972 : Mes trois fils (My Three Sons) : Victoria/ Susan/ Priscilla Hobson  (saisons 11 et 12 ; 6 épisodes)
- 1972 : L'Homme de fer (Ironside) : Pip Barker  (épisode 5.19 : Poupées, Sorcières et Assassins)
- 1972 : Bonanza : Bluebird (saison 13, épisode 24 : Le Gang Ransom)
- 1972 : Fantomatiquement vôtre, signé Scoubidou (The New Scooby-Doo Movies) : Pugsley Addams (voix ; saison 1, épisode 3 : Mercredi a disparu)
- 1972 : Ghost Story : Judy (saison 1, épisode 8 : House of Evil)
- 1973 : The Partridge Family : Julie Lawrence (saison 3, épisode 18 : The Eleven-Year Itch)
- 1973 : Bob et Carol et Ted et Alice (en) : Elizabeth Henderson
- 1973 : Kung Fu : Alethea Patricia Ingram (épisode 1.11 : Alethea)
- 1973 : The Addams Family : Pugsly Addams (voix ; 16 épisodes)
- 1973 : The New Perry Mason : Hildy Haynes (saison 1, épisode 6 : The Case of the Deadly Deeds)
- 1973 : Love Story : Ellie Madison (saison 1, épisode 10 : The Youngest Lovers)
- 1974 : La Barbe à papa (Paper Moon) : Addie Loggins  (13 épisodes)
- 1996 : Frasier : Marlene (voix ; saison 3, épisode 13 : Le Bal taquin)
- 1997 : X-Files : Aux frontières du réel (The X-Files) : Betty (voix ; saison 4, épisode 13 : Plus jamais)
- 2009 : Les Simpson (The Simpsons) : Maggie Simpson (voix ; saison 20, épisode 20 : Manucure pour 4 femmes)
- 2024 : True Detective : Détective Liz Danvers (saison 4)

### Réalisatrice

#### Longs métrages
- 1991 : Le Petit Homme (Little Man Tate)
- 1996 : Week-end en famille (Home for the Holidays)
- 2011 : Le Complexe du castor (The Beaver)
- 2016 : Money Monster

#### Courts métrages
- 1978 : The Hands of Time (court métrage documentaire)
- 1985 : Do Not Open This Box (court métrage de la vidéo Stephen King's Golden Tales)

#### Séries télévisées
- 1988 : Histoires de l'autre monde (Tales from the Dark Side) (saison 4, épisode 15 : Do Not Open This Box)
- 2013 : Orange Is the New Black (saison 1, épisode 3 : Traitement de faveur refusé, 2013 ; saison 2, épisode 1 : L'Oiseau Assoiffé, 2014)
- 2014 : House of Cards (saison 2, épisode 9 : Orgueil et Humiliation)
- 2017 : Black Mirror (saison 4, épisode 2 : ArkAngel)
- 2020 : Tales from the Loop (épisode 8 : Comme avant)

### Productrice
- 1985 : Mesmerized (Shocked ou My Letter to George) de Michael Laughlin - coproductrice
- 1994 : Nell de Michael Apted - productrice
- 1996 : Week-end en famille (Home for the Holidays) d'elle-même - productrice
- 1998 : Notre enfant (en) (The Baby Dance) (téléfilm) de Jane Anderson - productrice déléguée
- 2000 : Le Fantôme de Sarah Williams (Waking the Dead) de Keith Gordon - productrice déléguée
- 2002 : The Dangerous Lives of Altar Boys de Peter Care - productrice
- 2007 : À vif (The Brave One) de Neil Jordan - productrice déléguée
- 2018 : Be Natural : l'histoire cachée d'Alice Guy-Blaché (documentaire) de Pamela B. Green (en) - productrice déléguée

### Autres
- 1978 : The Hands of Time (court métrage documentaire) d'elle-même - scénariste et directrice de la photographie

## Distinctions

### Récompenses et nominations
| Récompense                                           | Catégorie                               | Année                              | Film                                 | Statut   |
| ---------------------------------------------------- | --------------------------------------- | ---------------------------------- | ------------------------------------ | -------- |
| Oscars                                               | Meilleure actrice dans un second rôle   | 1977                               | Taxi Driver                          | Nommée   |
| Oscars                                               | Meilleure actrice                       | 1989                               | Les Accusés                          | Lauréate |
| Oscars                                               | Meilleure actrice                       | 1992                               | Le Silence des agneaux               | Lauréate |
| Oscars                                               | Meilleure actrice                       | 1995                               | Nell                                 | Nommée   |
| Oscars                                               | Meilleure actrice dans un second rôle   | 2024                               | Insubmersible                        | Nommée   |
| Golden Globes                                        |                                         |                                    |                                      |          |
| Meilleure actrice - Film musical ou comédie          | 1977                                    | Un vendredi dingue, dingue, dingue | Nommée                               |          |
| Meilleure actrice - Drame                            | 1989                                    | Les Accusés                        | Lauréate                             |          |
| Meilleure actrice - Drame                            | 1992                                    | Le Silence des agneaux             | Lauréate                             |          |
| Meilleure actrice - Drame                            | 1995                                    | Nell                               | Nommée                               |          |
| Meilleure actrice - Drame                            | 1998                                    | Contact                            | Nommée                               |          |
| Meilleure actrice - Drame                            | 2008                                    | À vif                              | Nommée                               |          |
| Meilleure actrice - Film musical ou comédie          | 2012                                    | Carnage                            | Nommée                               |          |
| Cecil B. DeMille Award                               | 2013                                    |                                    | Lauréate                             |          |
| Meilleure actrice dans un second rôle                | 2021                                    | Désigné coupable                   | Lauréate                             |          |
| Meilleure actrice dans un second rôle                | 2024                                    | Insubmersible                      | Nommée                               |          |
| Meilleure actrice dans une mini-série ou un téléfilm | 2025                                    | True Detective: Night Country      | Lauréate                             |          |
| BAFTA                                                | Meilleur espoir                         | 1977                               | Du rififi chez les mômes Taxi Driver | Lauréate |
| BAFTA                                                | Meilleure actrice dans un second rôle   | 1977                               | Du rififi chez les mômes Taxi Driver | Lauréate |
| BAFTA                                                | Meilleure actrice                       | 1990                               | Les Accusés                          | Nommée   |
| BAFTA                                                | Meilleure actrice                       | 1992                               | Le Silence des agneaux               | Nommée   |
| Saturn Awards                                        | Meilleure actrice                       | 1978                               | La Petite Fille au bout du chemin    | Lauréate |
| Saturn Awards                                        | Meilleure actrice                       | 1992                               | Le Silence des agneaux               | Nommée   |
| Saturn Awards                                        | Meilleure actrice                       | 1998                               | Contact                              | Lauréate |
| Saturn Awards                                        | Meilleure actrice                       | 2003                               | Panic Room                           | Nommée   |
| Saturn Awards                                        | Meilleure actrice                       | 2006                               | Flight Plan                          | Nommée   |
| David di Donatello                                   | Meilleure actrice étrangère             | 1977                               | Taxi Driver                          | Lauréate |
| David di Donatello                                   | Meilleure actrice étrangère             | 1989                               | Les Accusés                          | Lauréate |
| David di Donatello                                   | Meilleure actrice étrangère             | 1995                               | Nell                                 | Lauréate |
| Chicago Film Critics Association                     | Meilleure actrice                       | 1989                               | Les Accusés                          | Nommée   |
| Chicago Film Critics Association                     | Meilleure actrice                       | 1992                               | Le Silence des agneaux               | Lauréate |
| Chicago Film Critics Association                     | Meilleure actrice                       | 1995                               | Nell                                 | Nommée   |
| Chicago Film Critics Association                     | Meilleure actrice                       | 1998                               | Contact                              | Nommée   |
| Kansas City Film Critics Circle                      | Meilleure actrice dans un second rôle   | 1976                               | Taxi Driver                          | Lauréate |
| Kansas City Film Critics Circle                      | Meilleure actrice                       | 1988                               | Les Accusés                          | Lauréate |
| Kansas City Film Critics Circle                      | Meilleure actrice                       | 1991                               | Le Silence des agneaux               | Lauréate |
| Utah Film Critics Association                        | Meilleure actrice dans un second rôle   | 1976                               | Taxi Driver                          | Nommée   |
| Utah Film Critics Association                        | Meilleure actrice                       | 1976                               | Un vendredi dingue, dingue, dingue   | Nommée   |
| Utah Film Critics Association                        | Meilleure actrice                       | 1988                               | Les Accusés                          | Nommée   |
| Utah Film Critics Association                        | Meilleure actrice                       | 1991                               | Le Silence des agneaux               | Lauréate |
| Utah Film Critics Association                        | Meilleure actrice                       | 1994                               | Nell                                 | Nommée   |
| Utah Film Critics Association                        | Meilleure actrice                       | 1997                               | Contact                              | Nommée   |
| Jupiter Awards                                       | Meilleure actrice étrangère             | 1991                               | Le Silence des agneaux               | Lauréate |
| Jupiter Awards                                       | Meilleure actrice étrangère             | 1992                               | Le Petit Homme                       | Lauréate |
| Jupiter Awards                                       | Meilleure actrice étrangère             | 1997                               | Contact                              | Lauréate |
| Jupiter Awards                                       | Meilleure actrice étrangère             | 2008                               | À vif                                | Lauréate |
| Jupiter Awards                                       | Meilleure actrice étrangère             | 2012                               | Carnage                              | Nommée   |
| DGA Awards                                           | Meilleur réalisateur - Série dramatique | 2015                               | House of Cards                       | Nommée   |
| DGA Awards                                           | Meilleur réalisateur - Série comique    | 2015                               | Orange Is the New Black              | Nommée   |

### Autres distinctions
- 1976 : lauréate du Prix Nouvelle Génération lors du Los Angeles Film Critics Association Award pour Taxi Driver partagé avec Martin Scorsese
- 1977 : lauréate du Kansas City Film Critics Circle Award de la meilleure actrice dans un second rôle pour Taxi Driver
- 1977 : lauréate du National Society of Film Critics Award de la meilleure actrice dans un second rôle pour Taxi Driver
- 1977 : nommée au New York Film Critics Circle Award de la meilleure actrice dans un second rôle pour Taxi Driver
- 1981 : nommée aux Young Artist Awards de la meilleure jeune actrice pour Ça plane, les filles!
- 1988 : nommée au New York Film Critics Circle Award de la meilleure actrice pour Les Accusés
- 1988 : lauréate du National Board of Review de la meilleure actrice pour le film Les Accusés
- 1989 : nommée au Chicago Film Critics Association Award de la meilleure actrice pour Les Accusés
- 1989 : lauréate du Kansas City Film Critics Circle Award de la meilleure actrice pour Les Accusés
- 1989 : lauréate de l'Independent's Spirit Award de la meilleure actrice pour Five Corners
- 1989 : nommée au People's Choice Awards de la meilleure actrice dans un film dramatique
- 1991 : lauréate du New York Film Critics Circle Award de la meilleure actrice pour Le Silence des agneaux
- 1991 : lauréate du Muse Award lors du New York Women in Film & Television (en)
- 1991 : nommée pour le Prix Sant Jordi du cinéma de la meilleure actrice étrangère pour Le Silence des agneaux
- 1992 : lauréate du Prix ShoWest de la star féminine de l'année lors du ShoWest Convention
- 1992 : lauréate du Prix de la femme de l'année lors du Hasty Pudding Theatricals
- 1992 : lauréate du Chicago Film Critics Association Award de la meilleure actrice pour Le Silence des agneaux
- 1992 : lauréate du Kansas City Film Critics Circle Award de la meilleure actrice pour Le Silence des agneaux
- 1992 : nommée au London Critics Circle Film Award de la meilleure actrice de l'année pour Le Silence des agneaux
- 1992 : nommée au National Society of Film Critics Award de la meilleure actrice pour Le Silence des agneaux
- 1992 : nommée au People's Choice Awards de la meilleure actrice dans un film dramatique
- 1995 : lauréate du People's Choice Awards de la meilleure actrice dans un film dramatique
- 1995 : nommée au CableACE Awards du meilleur documentaire international All About Bette
- 1995 : lauréate du Dallas-Fort Worth Film Critics Association Award de la meilleure actrice pour Nell
- 1995 : nommée au MTV Movie Awards de la meilleure performance féminine pour Nell
- 1995 : nommée au Chicago Film Critics Association Award de la meilleure actrice pour Nell
- 1995 : lauréate du Screen Actors Guild Awards de la meilleure actrice pour Nell
- 1995 : lauréate du Southeastern Film Critics Association Award de la meilleure actrice pour Nell
- 1996 : lauréate de la Goldene Kamera de la meilleure actrice pour Nell
- 1996 : lauréate du Crystal Award lors du Women in Film Crystal Awards (en)
- 1996 : lauréate du Board of the Governors Award lors du American Society of Cinematographers
- 1996 : lauréate du Prix Berlinale Camera lors de la Berlinale
- 1997 : lauréate du Douglas Sirk Award lors du Festival du film de Hambourg
- 1998 : lauréate du Mary Pickford Award lors du Satellite Awards
- 1998 : nommée au Chicago Film Critics Association Award de la meilleure actrice pour Contact
- 1998 : lauréate du Rembrandt Awards de la meilleure actrice pour Contact
- 1998 : lauréate du Blockbuster Entertainment Awards de la meilleure actrice pour Contact
- 1999 : lauréate du American Cinematheque Award lors du American Cinematheque Gala Tribute
- 2002 : lauréate du Prix de la meilleure performance lors du Festival du film de Hollywood
- 2005 : lauréate du Grand Prix d'Honneur lors du Sitges - Catalonian International Film Festival
- 2008 : nommée à l'Irish Film and Television Awards de la meilleure actrice internationale pour À vif
- 2008 : nommée au People's Choice Awards de la meilleure actrice
- 2011 : lauréate du Blockbuster Entertainment Awards de la meilleure distribution pour le film Carnage partagé avec Kate Winslet, Christoph Waltz et John C. Reilly
- 2019 : Prix "Pink Ribbon Award" pour son engagement dans la lutte contre le cancer du sein[48]
- Festival de Cannes 2021 : Palme d'honneur[49]

### Éponymie
L'astéroïde (17744) Jodiefoster est nommé en son honneur.

## Salaire
| Année | Film           | Cachet (US$) |
| ----- | -------------- | ------------ |
| 1994  | Maverick       | 5 000 000    |
| 1997  | Contact        | 9 000 000    |
| 1999  | Anna et le Roi | 15 000 000   |
| 2002  | Panic Room     | 12 000 000   |
| 2005  | Flight Plan    | 13 000 000   |
| 2007  | À vif          | 15 000 000   |
| 2018  | Hotel Artemis  | 14 000 000   |

## Harcèlement par John Hinckley
Au cours de sa première année à Yale en 1980-1981, Jodie Foster est harcelée par John W. Hinckley, Jr., qui a développé une obsession pour elle après avoir regardé Taxi Driver. Il déménage à New Haven et essaye de la contacter, par courrier et par téléphone,.
Le 30 mars 1981, Hinckley tente d'assassiner le président des États-Unis Ronald Reagan, le blessant ainsi que trois autres personnes, affirmant que son motif était d'impressionner Foster. L'incident ayant fait l'objet d'une intense attention médiatique, elle doit être accompagnée de gardes du corps sur le campus,.
Bien que le juge Barrington D. Parker ait confirmé que Foster était totalement innocente dans cette affaire et avait été « involontairement piégée par la prétendue tentative d'assassinat d'un président américain par une tierce partie », son témoignage, enregistré en vidéo, fut projeté au procès,.
Au cours de ses études à Yale, elle a également d'autres harceleurs, dont Edward Richardson, qui prévoit de l'assassiner mais qui change d'avis après l'avoir vue jouer dans une pièce de théâtre universitaire.
L’expérience est si traumatisante pour Foster qu'elle l'a rarement commentée publiquement.

À la suite de ces événements, elle écrit un essai intitulé Why Me?, publié en 1982 par le magazine Esquire, à la condition qu'il « n'y ait pas de couverture, de publicité ni de photo ». En 1991, elle annule une interview avec le Today Show de NBC après avoir découvert que Hinckley serait mentionné dans l'introduction, et que les producteurs ne souhaitaient pas la changer. Elle évoque Hinckley avec Charlie Rose dans l'émission 60 Minutes II en 1999, en expliquant qu'elle n'aime pas trop insister là-dessus : 

« Je n'ai jamais voulu être l'actrice dont on se souvient pour cet événement. Parce qu'il n'avait rien à voir avec moi. J'étais juste une spectatrice malchanceuse. Mais… quel effrayant et étrange moment d'histoire pour moi, avoir 17 ans, 18 ans et être prise dans un drame comme celui-là. »

## Voix francophones
Pour le doublage de ses films en français, Jodie Foster préfère qu'il ne soit pas effectué par d'autres comédiennes qu'elle, étant donné sa connaissance et maîtrise parfaite de la langue française. Son accent est quasi parfait, ce qui fait que les spectateurs ne sont pas interpellés si le doublage concerne  une Française. Cependant, elle n'a plus assuré sa post-synchronisation en français depuis le film Carnage, où elle est doublée par Hélène Babu.
À noter qu'elle joue en français dans Un long dimanche de fiançailles, en 2004 et Vie privée en 2025.
- Elle-même dans :
  - Un vendredi dingue, dingue, dingue
  - La Petite Fille au bout du chemin
  - Le Sang des autres
  - Les Accusés
  - Sommersby
  - Maverick
  - Nell
  - Anna et le Roi
  - Panic Room
  - Inside Man : L'Homme de l'intérieur
  - À vif
  - L'Île de Nim
  - Le Complexe du castor
- Micky Sébastian dans :
  - Five Corners
  - Le Silence des agneaux
  - Le Petit Homme
  - Ombres et Brouillard
- Julie Dumas[58] dans :
  - Contact
  - Flight Plan
  - Insubmersible
  - True Detective (série télévisée)
- Hélène Babu dans :
  - Carnage
  - Elysium
  - Hotel Artemis
  - Désigné coupable
- Maïk Darah[58] dans :
  - Carny
  - Svengali
- Céline Monsarrat dans :
  - Le Retour de Billy Wyatt[58]
  - Une trop belle cible
- Et aussi
  - Joëlle Fossier dans Taxi Driver